# 荒野 (印西市)
荒野（こうや）は、千葉県印西市の大字。郵便番号270-2326。

## 地理
北は中根、東は萩原、南東は若萩、南は鎌苅、角田、南西はみどり台、西は竜腹寺に隣接している。

## 世帯数と人口
2017年（平成29年）10月31日現在の世帯数と人口は以下の通りである。
| 大字 | 世帯数 | 人口  |
| ---- | ------ | ----- |
| 荒野 | 68世帯 | 184人 |

## 小・中学校の学区
市立小・中学校に通う場合、学区は以下の通りとなる。
| 番地 | 小学校             | 中学校             |
| ---- | ------------------ | ------------------ |
| 全域 | 印西市立本埜小学校 | 印西市立本埜中学校 |

## 施設
- 荒野コミュニティセンター
- 安楽院
- 雷公神社
- 荒野瀬井戸補給機場

## 交通

### 道路
- 国道
  - 国道464号
- 主要地方道
  - 千葉県道65号佐倉印西線